# Nobody's Perfect
Nobody's Perfect är ett livealbum med Deep Purple från 1988. Det spelades in under bandets turné 1987-1988, efter att Deep Purple återbildats 1984 efter nästan 10 års vila och släppt albumet The House of Blue Light 1987. Medlemmar var Jon Lord, Ian Paice, Ian Gillan, Roger Glover och Ritchie Blackmore. Albumets titel ger en aning om att bandets medlemmar själva inte var särskilt nöjda med inspelningen. Vissa av låtarna är mixade från olika konserter. Originalutgåvan på CD var en enkelskiva, med tre färre låtar än den senare utgivna remastrade versionen. Den nyinspelade studioversionen av Hush gavs även ut som singel, maxisingel och CDsingel, med "Dead or Alive" och "Bad Attitude" som b-sidor.

## Låtlista

### Original LP-skiva

#### Skiva 1

##### Sida A
1. "Highway Star" - 6:10
2. "Strange Kind of Woman" - 7:35
3. "Dead or Alive" - 7:06
4. "Perfect Strangers" - 6:25

##### Sida B
1. "Hard Lovin' Woman" - 5:04
2. "Bad Attitude" - 5:30
3. "Knocking at Your Back Door" - 11:24

#### Skiva 2

##### Sida A
1. "Child in Time" - 10:36
2. "Lazy" - 5:10
3. "Space Truckin'" - 6:03

##### Sida B
1. "Black Night" - 6:07
2. "Woman From Tokyo" - 4:00
3. "Smoke on the Water" - 7:46
4. "Hush" studioinspelning - 3:31

### 1988 Original CD
1. "Highway Star" - 6:10
2. "Strange Kind of Woman" - 7:34
3. "Perfect Strangers" - 6:25
4. "Hard Lovin' Woman" - 5:03
5. "Knocking at Your Back Door" - 11:26
6. "Child in Time" - 10:35
7. "Lazy" - 5:10
8. "Black Night" - 6:06
9. "Woman from Tokyo" - 4:00
10. "Smoke on the Water" - 7:46
11. "Hush" - 5:30